# Umek
Umek je priimek več znanih Slovencev:
- Alenka Umek Miličič (*1956), anglistka, univ. predav.
- Andrej Umek (*1938), gradbenik,univ. profesor in politik
- Andrej Umek (*1951), farmacevt
- Andreja Umek Venturini, vodja direktorata za znanost MIZŠ
- Anton Umek (1827—1882), teolog, publicist
- Anton Umek - Okiški (1838—1871), pesnik
- Anton Umek (1903—1983), gradbenik
- Anton Umek (*1964), klarinetist
- Bojan Umek (*1959), gledališki igralec
- Drago Umek (1909 - 200?), arhitekt
- Duša Krnel Umek (*1946), etnologinja
- Ema Umek (*1929), zgodovinarka in arhivistka
- Evelina Umek (*1939), pisateljica in prevajalka
- Fedor Anton Umek, arhitekt/gradbenik ?
- Fedora Umek (1908—2001), profesorica angleščine in francoščine, metodičarka
- Igor Umek (*1956), ekonomist, gospodarstvenik in politik
- Ivan Umek, plesni učitelj iz Trsta pred 1. svet.vojno
- Ivo Umek (*1944), član Belih vran, glasbeni producent in založnik (RTV)
- Janez Umek (1904—1974), gradbeni inženir, strokovnjak za zavarovalništvo, gradbeništvo in promet
- Jože (Pino) Umek (1907—1999), prof., šolnik
- Karlo Umek (1917—2010), športni strelec
- Lan Umek, matematik, statistik
- Ljubica Marjanović Umek (*1953), razvojna psihologinja, univ. profesorica
- Loredana Umek, zamejska slavistka, literarna kritičarka
- Mihael Umek (1886—1966), duhovnik in mariborski stolni dekan
- Peter Umek (*1946), klinični in kriminološki psiholog, univ. profesor
- Polona Umek, kemičarka/fizičarka?
- Uroš Umek (*1976), didžej, elektronski glasbenik in producent